# Giovanni Francesco Romanelli

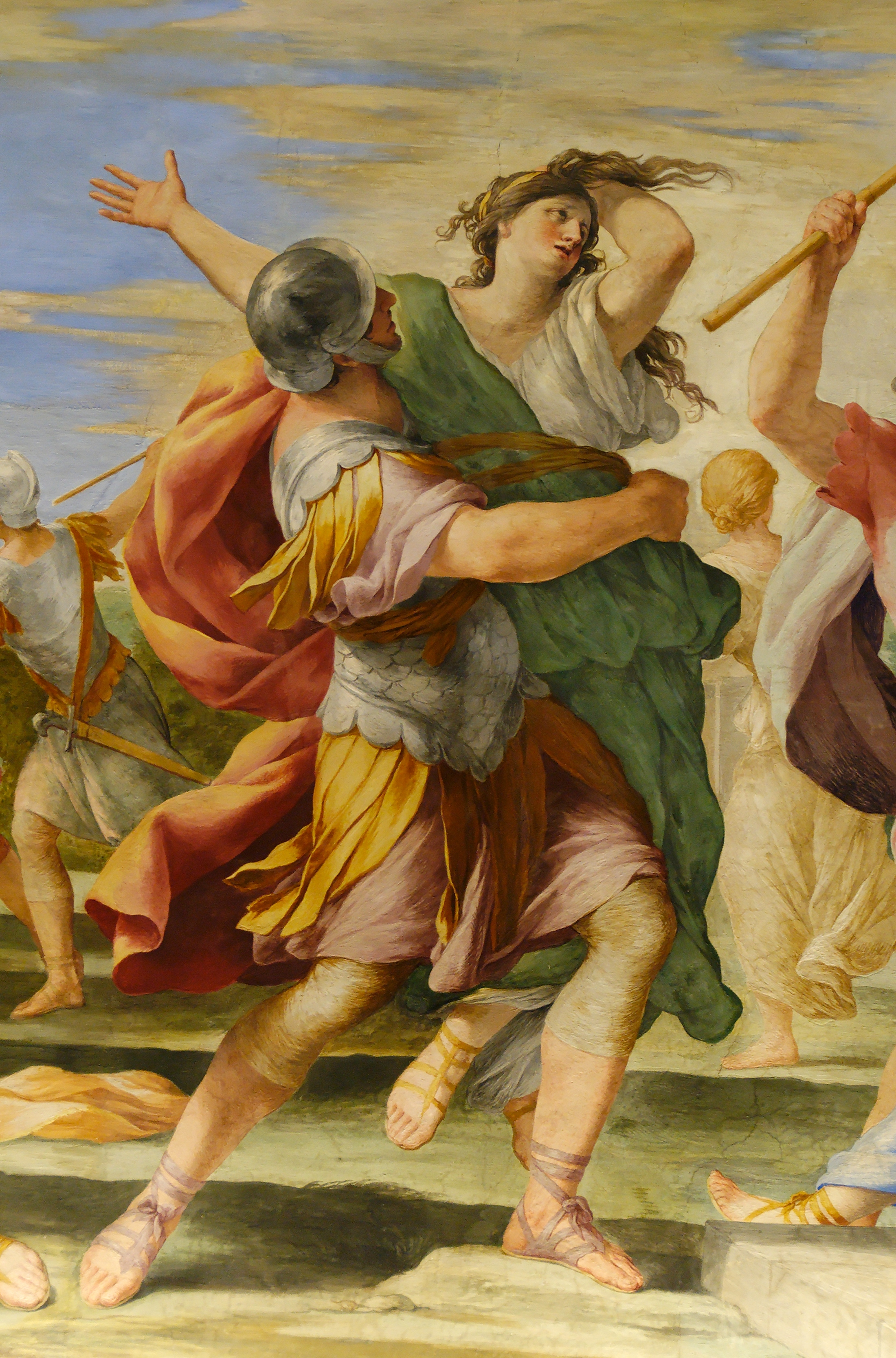
O Rapto das sabinas, afresco em Louvre

Giovanni Francesco Romanelli, também denominado Il Veterbese (Viterbo, 1610 - Viterbo, 1662), foi um importante pintor do seiscento italiano, cujo percurso artístico se divide entre as cidades de Viterbo, e a de maior influência para si, Roma.
Nesta última foi pupilo de Pietro da Cortona, de quem se tornou, posteriormente, rival e aqui em 1639 foi diretor da prestigiosa Academia de São Lucas. Foi também nesta cidade que conheceu o Cardeal Francesco Barberini, que logo se tornou o seu maior patrono, tendo-o elegido para decorar o seu Palácio Barberini e, até mesmo, recomendado ao Cardeal Mazarin, da cidade de Paris, quando este também procurava um artista que lhe decorasse o imponente palácio que havia construído.
Durante os largos anos em que se manteve na boémia capital francesa, pintou igualmente vários afrescos nos aposentos de Verão da Rainha Ana da Áustria, no Louvre, que dos dourados e reluzentes tectos do palácio sobressaem. Actualmente, dez das suas obras encontram-se neste museu.
Faleceu na mesma cidade em que nasceu, em 1662.